# Stacketorps församling
Stacketorps församling var en församling  i Skara stift i nuvarande Vara kommun. Församlingen uppgick tidigt i (Norra) Vånga församling.
Stacketorps kyrkoruin utgör resterna av sockenkyrkan.

## Administrativ historik
Församlingen har medeltida ursprung och uppgick redan under medeltiden i Vånga församling.